# الحزب المغربي الحر
الحزب المغربي الحر (الحزب المغربي الليبرالي سابقًا) هو حزب سياسي مغربي ذو توجه اقتصادي ليبرالي واجتماعي محافظ.

## التأسيس والقيادة
تأسس الحزب في 23 مارس 2002 على يد المحامي والوزير السابق المكلف بحقوق الإنسان محمد زيان، بعد انشقاقه عن حزب الاتحاد الدستوري.
في يناير 2021، تم انتخاب إسحاق شارية أمينًا عامًا جديدًا للحزب بالإجماع، خلال مؤتمر استثنائي، خلفًا لمحمد زيان.
وفي مارس 2023، أعلن الحزب عن إعادة هيكلة تنظيماته الداخلية، مؤكدًا انفتاحه على الكفاءات، وخصوصًا الشباب والنساء داخل المغرب وخارجه.

## الأيديولوجيا والمواقف
يتبنى الحزب المغربي الحر أيديولوجيا تقوم على الليبرالية الاقتصادية، من خلال دعم الاقتصاد الحر، والمقاولات الصغرى والمتوسطة، ومحاربة الاحتكار. كما يعبر عن مواقف محافظة اجتماعيًا، ويولي أهمية لحقوق الإنسان والحريات الفردية في إطار التقاليد والثقافة المغربية.

## البرنامج السياسي
يرتكز البرنامج السياسي للحزب المغربي الحر على النقاط التالية:
- الاقتصاد: دعم المبادرة الخاصة، ومحاربة الاقتصاد الريعي، وتبسيط المساطر الإدارية.
- التعليم: إصلاح المنظومة التربوية، وربط التكوين بسوق الشغل.
- الصحة: تعميم التغطية الصحية وتحسين جودة الخدمات.
- العدالة: تعزيز استقلالية القضاء وضمان الحق في المحاكمة العادلة.
- الرقمنة: جعل التحول الرقمي ركيزة في تحسين الحكامة وتبسيط الإدارة.
- الهجرة: دعم الجالية المغربية وتمكينها من المساهمة في الحياة السياسية الوطنية.

## التمثيل السياسي
شارك الحزب في الانتخابات التشريعية المغربية، وحقق تمثيلًا محدودًا:
- 2002: حصل على 3 مقاعد في مجلس النواب.
- 2007 و2011: لم يحقق أي تمثيل برلماني.
- في السنوات اللاحقة، ركز الحزب على إعادة البناء التنظيمي بدلًا من خوض الانتخابات بكثافة.

## وصلات خارجية
- الموقع الرسمي للحزب المغربي الحر